# Windows輕鬆傳輸
Windows 輕鬆傳輸（Windows Easy Transfer）是一個由微軟所開發，內建於Windows Vista用來幫助使用者傳輸一台電腦的檔案及設定至另一台電腦的元件。它目前的最新版本讓使用者能夠從一台運行Windows 2000、Windows XP或Windows Vista的電腦傳輸至另一台運行Windows Vista的電腦它取代了原本內建於Windows XP的「檔案及設定傳輸精靈」（Files and Settings Transfer Wizard），並同時也提供Windows XP的使用者下載安裝。

## 傳輸功能
Windows 輕鬆傳輸能夠支援的檔案類型：
- 檔案及資料夾，包括圖片、音樂、影片、文件、電子郵件以及通訊錄等
- 使用者帳戶及其設定值
- 應用程式的設定值以及檔案
- 部分存在於登錄檔中的Windows設定值

該程式並不支援「完整的」應用程式或系統檔案的傳輸，有些類似字型或者是驅動程式的檔案有可能會被遺漏。而為了要「完整的」傳輸一些常用的應用程式，微軟計畫要發布一個名為「Windows輕鬆傳輸小幫手」（Windows Easy Transfer Companion）的軟體，但是到目前為止都只有Beta版本，正式版尚未發布。另外，微軟提供給進階的使用者（如商用電腦）一個另外的選擇：User State Migration Tool（USMT）。

## 傳輸媒體
使用Windows 輕鬆傳輸來複製檔案及設定可以藉由以下媒體裝置來進行：
- 一種名為「輕鬆傳輸線」的USB對USB轉接線。
- CD／DVD、隨身碟或外接硬碟
- 有線、無線網路或使用乙太網路跳線。

至於，部分的DCC（Direct Cable Connection）以及軟碟傳輸功能在這個元件中被取消了，但是它們仍然被Windows XP的「檔案及設定傳輸精靈」支援。